# ليونيل باتلر
ليونيل باتلر (بالإنجليزية: Lionel Butler)‏ (25 يوليو 1967 ببوغالوسا في الولايات المتحدة - ) هو ملاكم أمريكي، صنّف ضمن فئة وزن ثقيل.

## إحصائيات
خاض خلال مسيرته 51 نزالا، فاز في 32 وتعادل في 1 وخسر في 17. فاز بالضربة القاضية في 25 نزالا.

## روابط خارجية
- ليونيل باتلر على موقع بوكس ريك (الإنجليزية) (registration required)